# Constanza Báez
Constanza María Báez Jalil (4 de janeiro de 1991, Quito, Equador) é uma modelo e rainha de beleza equatoriana, ganhadora do título Miss Ecuador 2013 e representante deste país no Miss Universo 2013.

## Vida pessoal
Constanza nasceu na capital equatoriana, Quito. Seu pai é equatoriano e sua mãe líbano-equatoriana. Báez é apaixonada por esportes e pratica natação, voleibol, atletismo, crossfit, pilates e ioga. Além disso, é graduanda em Economia, na Universidade Santa María.

## Miss Equador 2013
Constanza Báez, que tem 1,75 m de altura, competiu como representante da província de Pichincha, junto de outras 15 competidoras no certame de beleza nacional Miss Equador 2013, transmitido ao vivo no dia 8 de março de 2013, realizado em Guayaquil. Báez obteve o prêmio de melhor aparência e se converteu em ganhadora do título, adquirindo o direito de representar o Equador no Miss Universo 2013.

## Miss Universo 2013
Como parte de suas responsabilidades, Constanza representou o Equador no Miss Universo 2013, realizado em 9 de novembro de 2013, na cidade de Moscou, Rússia. Báez destacou-se desde sua chegada à Rússia e, na noite final, conseguiu classificar-se como a terceira colocada, sendo superada somente pela espanhola Patricia Rodríguez, segunda colocada no certame, e a eventual ganhadora, María Gabriela Isler da Venezuela.
O desempenho de Constanza foi o melhor do Equador no concurso Miss Universo em todos os tempos, pois esta nação nunca havia se posicionado entre as cinco finalistas, mesmo que em 2004 a equatoriana María Susana Rivadeneira classificou-se para o Top 10 das semifinalistas.